# نهر لياو

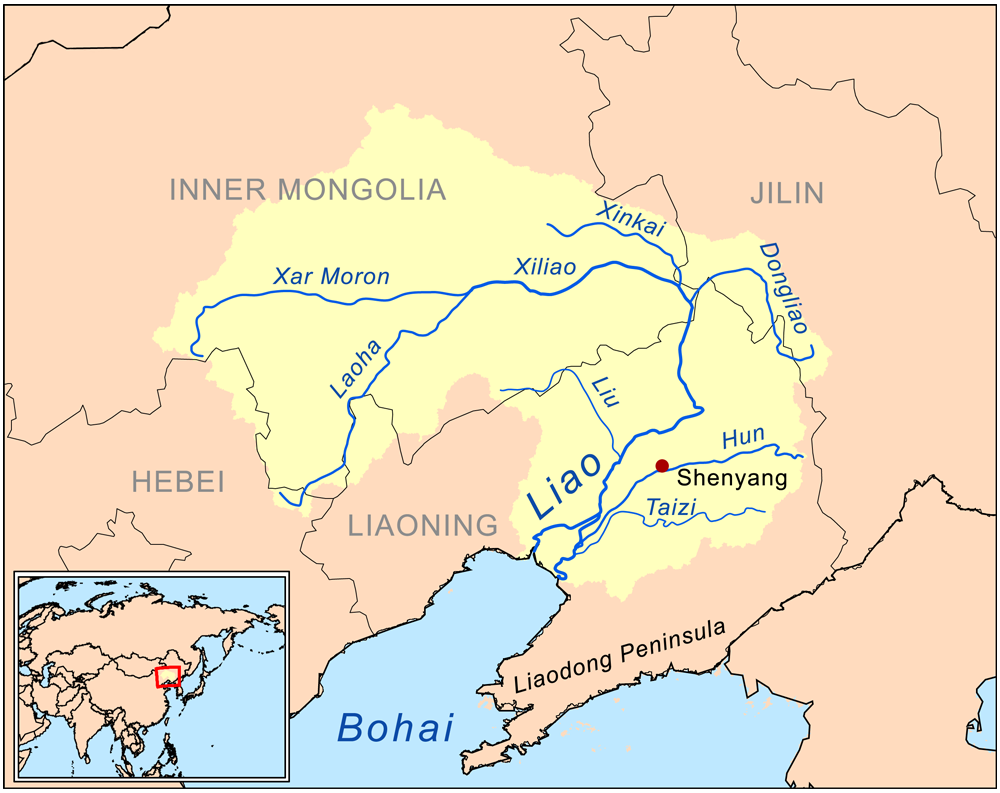
خريطة حوض صرف نهر لياو (Liao)

يُعد نهر لياو ((بالصينية المبسطة: 辽河; بالصينية التقليدية: 遼河; البينيين: Liáo Hé)) النهر الرئيسي في منطقة شمال شرق الصين (1,345 كم). تم اقتباس اسم منطقة لياونينغ وشبه جزيرة لياودونغ (Peninsula Liaodong) من اسم هذا النهر.
يتكوّن الفرع الغربي من نهر لياو (Xi Liao He) من نقطة تلاقي مجرى شارا مورين إكسار مورين هي (Xar Moron He) الذي يتدفَّق من الشرق ومجرى لاوها هي (Laoha He) الذي يتدفَّق من الجنوب بزاوية تعادل 43 درجة 25' شمالاً، و120 درجة 45' شرقًا. كما أن هذا الفرع من النهر يتّصل بقناة إكسينكاي هي (Xinkai He) التي تجري خلال منحدرات الجنوب الشرقيَّة لجبال خينجان (Khingan) ويجف عند مجرى القناة العلوي عند عدم حدوث أيّة عواصف رعدية، ويبعد مسافة ثمانية أمتار عن شمال مدينة شوانغ لياو (Shuangliao). أما الفرع الشرقي للنهر (دونج لياو هي (Dong Liao He)) فيعلو الجبال المنخفضة التي تقع في وسط منطقة لياونينغ. ويلتقي فرعا النهر بالقرب من نقطة اتصال منطقة لياونينغ، جيلين (Jilin) ومنغوليا الداخلية بزاوية تعادل 42 درجة 59' شمالاً، و123 درجة 33' شرقًا تقريبًا، ويجريان عبر أحد السّهول الواسعة ليصلا إلى خليج بوهاي (Bohai Gulf).
يتدفَّق الرافدان الرئيسيّان للنهر، وهما نهر هن هي (Hun He) («النهر الطيني») ونهر تايزي هي (Taizi He)، إلى الأسفل من تشيانشان (Qianshan) إلى نهر لياو قبل وصولهما إلى البحر، في حين يُطلق أطلس خرائط الصين (بكين، صحيفة سينومابس (Sinomaps)، 2006)على النقطة التي يتدفَّق عندها الرافدان في البحر أثناء سيرهما في طريقهما المعهود اسم «لياو هي كو (Liao He Kou)» وهي تمثل مصب نهر لياو حيث تمَّ بالفعل تحويل جميع مياه لياو هي إلى نهر شوانغتايزي هي (ShuangTaizi He) الذي يتدفَّق إلى خليج بوهاي، الذي يبعد حوالي 35 كيلومترًا عن شمال الغرب. كما تكشف صور الأرض أيضًا عن هذا المصب الجديد.
تطل العديد من المدن الكبرى على نهر هن هي مثل: مدينة شنيانغ (Shenyang)، التي تُمثل العاصمة الإقليمية ومدينة فوشون (Fushun)، التي تُعد المنبع الأبعد، ومدينة ينغكو (Yingkou) التي تقع عند مصب النهر. كما تطل مدينة آنشان (Anshan) على الطرف الجنوبي الشرقي من حوض النهر.
يصرف نهر لياو هي مساحة تزيد عن 232,000 كيلومتر مربع، في حين يعد متوسط تدفقه ضئيلاً للغاية حيث يعادل حوالي 500 متر مكعب/ثانية فقط - أي حوالي واحد على عشرين من متوسط تدفق نهر اللؤلؤ.
ويشبه نهر لياو هي النهر الأصفر (Huang He)، في أنّ كليهما يحتوي على قدرٍ كبيرٍ من الرواسب لأن معظم جوانبهما تجري خلال رواسب طفلية (لوس) loess ناعمة.